# 1921
| [ Edytuj tabelę ]                                                | |
| Naczelnik Państwa                                                | - 1918 Józef Piłsudski 1922 |
| Premier Polski                                                   | - 1920 Wincenty Witos 1921 - 1921 Antoni Ponikowski 1922 |
| Król Afganistanu                                                 | - 1919 Amanullah Chan 1929 |
| Premier Albanii                                                  | - 1920 Ilias Vrioni 1921 - 1921 Pandeli Evangjeli 1921 - 1921 Qazim Koculi 1921 - 1921 Hasan Prishtina 1921 - 1921 Idhomeno Kosturi 1921 - 1921 Xhafer Ypi 1922                                                        |
| Współksiążęta Andory                                             | - 1920 Justí Guitart i Vilardebó 1940 - 1920 Alexandre Millerand 1924 |
| Prezydent Argentyny                                              | - 1916 Hipólito Yrigoyen 1922 |
| Premier Australii                                                | - 1915 Billy Hughes 1923 |
| Prezydent Austrii                                                | - 1920 Michael Hainisch 1928 |
| Kanclerz Austrii                                                 | - 1920 Michael Mayr 1921 - 1921 Johann Schober 1922 |
| Król Belgów                                                      | - 1909 Albert I 1934 |
| Premier Belgii                                                   | - 1920 Henri Carton de Wiart 1921 - 1921 Georges Theunis 1925 |
| Król Bhutanu                                                     | - 1907 Ugyen Wangchuck 1926 |
| Prezydent Boliwii                                                | - 1920 Bautista Saavedra 1925 |
| Prezydent Brazylii                                               | - 1919 Epitácio Lindolfo da Silva Pessoa 1922 |
| Sułtan Brunei                                                    | - 1906 Muhammad Jamalul Alam II 1924 |
| Car Bułgarii                                                     | - 1918 Borys III 1943 |
| Premier Bułgarii                                                 | - 1919 Aleksandyr Stambolijski 1923 |
| Prezydent Chile                                                  | - 1920 Arturo Alessandri Palma 1924 |
| Prezydent Chin                                                   | - 1918 Xu Shichang 1922 |
| Prezydent Czechosłowacji                                         | - 1918 Tomáš Masaryk 1935 |
| Premier Czechosłowacji                                           | - 1920 Jan Černý 1921 - 1921 Edvard Beneš 1922 |
| Król Danii                                                       | - 1912 Chrystian X 1947 |
| Premier Danii                                                    | - 1920 Niels Neergaard 1924 |
| Dalajlama                                                        | - 1878 Thubten Gjaco 1933 |
| Władca Egiptu                                                    | - 1917 Fu’ad I 1936 |
| Premier Egiptu                                                   | - 1920 Muhammad Taufik Nasim Pasza 1921 - 1921 Adli Jakan Pasza 1922 |
| Prezydent Ekwadoru                                               | - 1920 José Luis Tamayo 1925 |
| Premier Estonii                                                  | - 1920 Ants Piip 1921 - 1921 Konstantin Päts 1922 |
| Cesarz Etiopii                                                   | - 1916 Zeuditu (cesarzowa) 1930 |
| Premier Etiopii                                                  | - 1909 Habte Gijorgis 1927 |
| Prezydent Finlandii                                              | - 1919 Kaarlo Juho Ståhlberg 1925 |
| Premier Finlandii                                                | - 1920 Rafael Erich 1921 - 1921 Juho Vennola 1922 |
| Prezydent Francji                                                | - 1920 Alexandre Millerand 1924 |
| Premier Francji                                                  | - 1920 Georges Leygues 1921 - 1921 Aristide Briand 1922 |
| Prezydent Senatu Wolnego Miasta Gdańska                          | - 1920 Heinrich Sahm 1931 |
| Król Grecji                                                      | - 1920 Konstantyn I 1922 |
| Prezydent Gruzji                                                 | - 1918 Nikola Czcheidze 1921 |
| Premier Gruzji                                                   | - 1918 Noe Żordania 1921 |
| Prezydent Gwatemali                                              | - 1920 Carlos Herrera 1921 - 1921 José María Orellana 1926 |
| Prezydent Haiti                                                  | - 1915 Philippe Sudré Dartiguenave 1922 |
| Król Hiszpanii                                                   | - 1886 Alfons XIII 1931 |
| Premier Hiszpanii                                                | - 1920 Eduardo Dato 1921 - 1921 Gabino Bugallal (p.o.) 1921 - 1921 Manuel Allendesalazar 1921 - 1921 Antonio Maura 1922                                                                                                |
| Król Holandii                                                    | - 1890 Wilhelmina 1948 |
| Premier Holandii                                                 | - 1918 Charles Ruijs de Beerenbrouck 1925 |
| Prezydent Hondurasu                                              | - 1920 Rafael López Gutiérrez 1924 |
| Szach Iranu                                                      | - 1909 Ahmad Szah 1925 |
| Premier Iranu                                                    | - 1920 Fathollah Chan Akbar 1921 - 1921 Zijaoddin Tabatabaji 1921 - 1921 Ahmad Ghawam 1921 - 1921 Malek Mansur Mirza Shoa O-Saltaneh 1922                                                                              |
| Władca Indii                                                     | - 1910 Jerzy V 1936 |
| Król Irlandii                                                    | - 1910 Jerzy V 1936 |
| Premier Irlandii                                                 | - 1919 Éamon de Valera 1922 |
| Cesarz Japonii                                                   | - 1912 Yoshihito 1926 |
| Premier Japonii                                                  | - 1918 Takashi Hara 1921 - 1921 Korekiyo Takahashi 1922 |
| Premier Jugosławii                                               | - 1920 Milenko Vesnić 1921 - 1921 Nikola Pašić 1924 |
| Kalif                                                            | - 1918 Mehmed VI 1922 |
| Premier Kanady                                                   | - 1920 Arthur Meighen 1921 - 1921 William Lyon Mackenzie King 1926 |
| Emir Kataru                                                      | - 1913 Abd Allah ibn Kasim Al Sani 1949 |
| Prezydent Kolumbii                                               | - 1918 Marco Fidel Suárez 1921 - 1921 gen. Jorge Holguín 1922 |
| Patriarcha Konstantynopola                                       | - 1921 Melecjusz IV Metaksakis 1923 |
| Gubernator Korei (okupacja japońska)                             | - 1919 Makoto Saitō 1927 |
| Prezydent Kostaryki                                              | - 1920 Julio Acosta García 1924 |
| Prezydent Kuby                                                   | - 1913 Mario García Menocal 1921 - 1921 Alfredo Zayas 1925 |
| Król Kurdystanu                                                  | - 1921 Mahmud Barzanji 1924 |
| Prezydent Liberii                                                | - 1920 Charles King 1930 |
| Książę Liechtensteinu                                            | - 1858 Jan II Dobry 1929 |
| Premier Liechtensteinu                                           | - 1921 Josef Ospelt 1922 |
| Premier Litwy                                                    | - 1920 Kazys Grinius 1922 |
| Wielki książę Luksemburga                                        | - 1919 Szarlotta 1964 |
| Premier Luksemburga                                              | - 1918 Émile Reuter 1925 |
| Premier Łotwy                                                    | - 1918 Kārlis Ulmanis 1921 - 1921 Zigfrīds Meierovics 1923 |
| Premier Malty                                                    | - 1921 Joseph Howard 1923 |
| Sułtan Maroka                                                    | - 1913 Jusuf ibn Hassan 1927 |
| Prezydent Meksyku                                                | - 1920 Álvaro Obregón 1924 |
| Książę Monako                                                    | - 1889 Albert I 1922 |
| Minister stanu Monako                                            | - 1919 Raymond Le Bourdon 1923 |
| Chan Mongolii                                                    | - 1911 Bogda Chan 1924 |
| Premier Mongolii                                                 | - 1921 SoPeldżidijn Gendendnomyn Damdinbazar 1921 - 1921 Chatan Bator (p.o.) 1921 - 1921 Sambadondogiin Cerendordż (p.o.) 1921 - 1921 Dambyn Czagdarżaw (p.o.) 1921 - 1921 Dogsomyn Bodoo 1922                         |
| Król Nepalu                                                      | - 1911 Tribhuvan 1950 |
| Premier Nepalu                                                   | - 1901 Chandra Shumsher Jang Bahadur Rana 1929 |
| Prezydent Niemiec                                                | - 1919 Friedrich Ebert 1925 |
| Kanclerz Niemiec                                                 | - 1920 Konstantin Fehrenbach 1921 - 1921 Joseph Wirth 1922 |
| Prezydent Nikaragui                                              | - 1917 Emiliano Chamorro Vargas 1921 - 1921 Diego Manuel Chamorro Bolaños 1923 |
| Król Norwegii                                                    | - 1905 Haakon VII 1957 |
| Premier Norwegii                                                 | - 1920 Otto Bahr Halvorsen 1921 - 1921 Otto Blehr 1923 |
| Premier Nowej Zelandii                                           | - 1912 William Massey 1925 |
| Sułtan Omanu                                                     | - 1913 Tajmur ibn Fajsal 1932 |
| Prezydent Panamy                                                 | - 1920 Belisario Porras Barahona 1924 |
| Papież                                                           | - 1914 Benedykt XV 1922 |
| Prezydent Paragwaju                                              | - 1920 Manuel Gondra 1921 - 1921 Félix Paiva 1921 - 1921 Eusebio Ayala 1923 |
| Prezydent Peru                                                   | - 1919 Augusto B. Leguía 1930 |
| Premier Południowej Afryki                                       | - 1919 Jan Smuts 1924 |
| Prezydent Portugalii                                             | - 1919 António José de Almeida 1923 |
| Premier Portugalii                                               | - 1920 Liberato Pinto 1921 - 1921 Bernardino Machado 1921 - 1921 Tomé de Barros Queirós 1921 - 1921 António Granjo 1921 - 1921 Manuel Maria Coelho 1921 - 1921 Carlos Maia Pinto 1921 - 1921 Francisco Cunha Leal 1922 |
| Premier Rosji                                                    | - 1917 Włodzimierz Lenin 1922 |
| Król Rumunii                                                     | - 1914 Ferdynand 1927 |
| Premier Rumunii                                                  | - 1920 Alexandru Averescu 1921 - 1921 Take Ionescu 1922 |
| Prezydent Salwadoru                                              | - 1919 Jorge Meléndez 1923 |
| Kapitanowie regenci San Marino                                   | - 1920 Marino Della Balda Vincenzo Francini 1921 - 1921 Egisto Morri Giuseppe Lanci 1922 |
| Sekretarz Stanu do spraw Politycznych i Zagranicznych San Marino | - 1918 Giuliano Gozi 1943 |
| Król Serbów, Chorwatów i Słoweńców                               | - 1918 Piotr I 1921 - 1921 Aleksander I 1929 |
| Prezydent Szwajcarii                                             | - 1921 Edmund Schulthess 1921 |
| Król Szwecji                                                     | - 1907 Gustaw V 1950 |
| Premier Szwecji                                                  | - 1920 Gerhard Louis De Geer 1921 - 1921 Oscar von Sydow 1921 - 1921 Hjalmar Branting 1923 |
| Król Tajlandii                                                   | - 1910 Vajiravudh 1925 |
| Król Tonga                                                       | - 1918 Salote Tupou III 1965 |
| Premier Tonga                                                    | - 1912 Tevita Tuʻivakano 1923 |
| Premier Turcji                                                   | - 1920 Mustafa Kemal 1921 - 1921 Fevzi Çakmak 1922 |
| Sułtan Turków                                                    | - 1918 Mehmed VI 1922 |
| Prezydent Ukrainy                                                | - 1919 Symon Petlura 1926 |
| Prezydent Urugwaju                                               | - 1919 Baltasar Brum 1923 |
| Prezydent USA                                                    | - 1913 Woodrow Wilson 1921 - 1921 Warren Harding 1923 |
| Prezydent Wenezueli                                              | - 1914 Victorino Márquez Bustillos 1922 |
| Regent Królestwa Węgier                                          | - 1920 Miklós Horthy 1944 |
| Premier Węgier                                                   | - 1920 Pál Teleki 1921 - 1921 István Bethlen 1931 |
| Monarcha Wielkiej Brytanii                                       | - 1910 Jerzy V 1936 |
| Premier Wielkiej Brytanii                                        | - 1916 David Lloyd George 1922 |
| Król Włoch                                                       | - 1900 Wiktor Emanuel III 1946 |
| Premier Włoch                                                    | - 1920 Giovanni Giolitti 1921 - 1921 Ivanoe Bonomi 1922 |

Rok 1921 / MCMXXI
stulecia: XIX wiek ~
XX wiek ~
XXI wiek

dziesięciolecia:
1890–1899 •
1900–1909 •
1910–1919 •
1920–1929
• 1930–1939
• 1940–1949
• 1950–1959

lata: 1911 «
1916 «
1917 «
1918 «
1919 «
1920 «
1921
» 1922
» 1923
» 1924
» 1925
» 1926
» 1931

## Wydarzenia w Polsce
- Styczeń – w Warszawie powstało stowarzyszenie pn. Związek Zbliżenia Narodów Odrodzonych (zakończyło działalność w roku 1923)
- 2 stycznia – w Warszawie zakończył się I walny zjazd ZHP.
- 4 stycznia – wicepremier Ignacy Daszyński ustąpił z rządu.
- 7 stycznia – powołano Radę Wojenną.
- 16 stycznia – w Krakowie zorganizowano uroczystość powitania wracającej z frontu 6. Dywizji Piechoty. W kościele Mariackim odprawiono nabożeństwo, a na Rynku Głównym 53 żołnierzy dywizji udekorowano krzyżami Virtuti Militari i odbyła się defilada.
- 18 stycznia – powstał Aeroklub Rzeczypospolitej Polskiej.
- 19 stycznia – w Krakowie otwarto nowy warsztat sztuki kościelnej „Wit Stwosz”.
- 24 stycznia – brytyjski generał Richard Haking został pierwszym Wysokim Komisarzem Ligi Narodów w Wolnym Mieście Gdańsku.
- 27 stycznia – Polska uznała Łotwę i Estonię.
- 2 lutego – założono klub piłkarski Warta Śrem.
- 4 lutego – Sejm ustanowił Order Odrodzenia Polski, jako symbol odzyskania przez Polskę niepodległości i suwerenności; Order Orła Białego został odnowiony jako najwyższe odznaczenie państwowe.
- 15 lutego – w Krakowie odbyło się posiedzenie reprezentantów banków i kantorów. Uchwalono na nim, że od 17 lutego instytucje te będą pobierać 0,5‰ od wszystkich operacji giełdowych, a od wszystkich innych transakcji dobrowolne datki na akcję plebiscytową na Śląsku.
- 19 lutego:
  - zawarcie polsko-francuskiego sojuszu obronnego.
  - utworzono województwa poleskie i wołyńskie.
- 21 lutego – podpisanie polsko-francuskiej tajnej konwencji wojskowej – wprowadzającej poprawki do francusko-polskiego paktu sojuszniczego – uściślającej jego skierowanie przeciw wszelkiemu niebezpieczeństwu ze strony ZSRR lub Niemiec.
- 23 lutego – powszechny strajk ekonomiczny kolejarzy węzła warszawskiego.
- 1 marca – weszły do służby trałowce redowe ORP Czajka, ORP Jaskółka, ORP Mewa i ORP Rybitwa.
- 3 marca – Polska zawarła układ z Rumunią o wzajemnej pomocy militarnej w razie ataku ze strony Rosji.
- 8 marca – została otwarta skocznia narciarska w dolinie Jaworzynka w Zakopanem – wówczas największa w Polsce.
- 15 marca – powstał klub sportowy Raków Częstochowa założony jako Racovia.
- 16 marca – premiera filmu niemego Cud nad Wisłą.
- 17 marca – została uchwalona konstytucja (tzw. konstytucja marcowa).
- 18 marca – w Rydze podpisano polsko-radziecki traktat pokojowy między Polską, Rosją Radziecką i Ukrainą Radziecką. Kończył on wojnę polsko-bolszewicką z lat 1919–1920.
- 20 marca – odbył się plebiscyt na Górnym Śląsku (40,4% głosów za przynależnością do Polski).
- 1 kwietnia – generał Władysław Sikorski został szefem Sztabu Generalnego.
- 2 kwietnia – zlikwidowano komunikację tramwajową w Cieszynie.
- 10 kwietnia – marszałek Józef Piłsudski odznaczył miasto Płock Krzyżem Walecznych za bohaterską obronę podczas wojny polsko-bolszewickiej.
- 11 kwietnia – Wincenty Tymieniecki został powołany na pierwszego biskupa diecezji łódzkiej.
- 16 kwietnia – uruchomiono lotnicze połączenie Paryż–Warszawa.
- 20 kwietnia – wystawa obrazów Leona Wyczółkowskiego w Krakowie.
- 24 kwietnia – Wojciech Korfanty podjął wstępną decyzję o III powstaniu śląskim.
- 29 kwietnia – Józef Piłsudski otrzymał dyplom doktora honoris causa Uniwersytetu Jagiellońskiego.
- 30 kwietnia – wszedł w życie traktat ryski.
- 1 maja – Senat Wolnego Miasta Gdańska przejął obowiązki i kompetencje magistratu gdańskiego, stając się równocześnie organem administracji samorządowej.
- 2 maja – wybuchło III powstanie śląskie.
- 4 maja – odbyło się nadzwyczajne posiedzenie rady miejskiej Krakowa. Powołano na nim komitet pomocy dla kresów śląskich i przekazano mu 1 mln marek. W uchwale wyrażono przekonanie, że mocarstwa uszanują wolę ludu śląskiego wyrażoną w plebiscycie.
- 16 maja – założono piłkarski klub KKS Goplania Inowrocław.
- 21 maja:
  - początek zaciętych walk o Górę św. Anny, podczas III powstania śląskiego.
  - w Krakowie ukazał się pierwszy numer „Przeglądu Sportowego”.
- 23 maja – w pobliżu Wodzisławia Śląskiego doszło do bitwy pod Olzą, podczas III powstania śląskiego.
- 26 maja – III powstanie śląskie: zwycięstwem Niemców zakończyła się bitwa w rejonie Góry św. Anny (21–26 maja).
- 28 maja – rozpoczęły się pierwsze Międzynarodowe Targi Poznańskie.
- 29 maja:
  - rozpoczęto budowę portu w Gdyni.
  - konsekracja Bazyliki Najświętszego Serca Pana Jezusa w Krakowie.
- 31 maja – III powstanie śląskie: Maciej Mielżyński został odwołany ze stanowiska dowódcy powstania.
- Czerwiec – powstał klub „WKS Lublin”, który w późniejszych latach przekształcił się w Klub Sportowy Lublinianka.
- 2 czerwca – oddziały niemieckiego Selbstschutzu przerwały rozejm na Górnym Śląsku.
- 4 czerwca:
  - III powstanie śląskie: niemieckie oddziały przeszły do kontrofensywy i zdobyły: Koźle-Port, Kłodnicę i Kędzierzyn.
  - w Warszawie na trasie Zamek Królewski – Belweder odbył się II „Bieg Belwederski”.
- 22 czerwca:
  - III powstanie śląskie: na dworcu kolejowym w Rybniku doszło do eksplozji kilku wagonów dynamitu.
  - Rada Ligi Narodów przyznała polskim okrętom wojennym prawo pobytu w porcie gdańskim oraz zezwoliła Polsce na założenie na Westerplatte wojskowej składnicy tranzytowej.
- 24 czerwca – na Górnym Śląsku umowa o wycofaniu się walczących stron z terenu plebiscytowego.
- 1 lipca:
  - w wyniku postępującej inflacji za dolara płaciło się już 2300 marek polskich.
  - powołano Gdańską Giełdę Papierów Wartościowych i Dewiz.
- 5 lipca – cały obszar plebiscytowy na Górnym Śląsku przeszedł pod władzę Komisji Międzysojuszniczej. Zakończyło się III powstanie śląskie.
- 11 lipca – w Łodzi rozpoczął się wielki strajk włókniarzy.
- 23 lipca – Łódź: początek XVIII Kongresu PPS.
- 29 lipca – kulminacja rekordowych upałów (+40,2 °C w Prószkowie niedaleko Opola).
- 9 sierpnia – założono Wyższe Seminarium Duchowne w Łodzi.
- 13–15 sierpnia – na stadionie Pogoni Lwów rozegrano II Mistrzostwa Polski w lekkiej atletyce (Kazimierz Cybulski triumfował w 6 konkurencjach).
- 13 września – upadł pierwszy rząd Wincentego Witosa.
- 19 września – powstał pierwszy rząd Antoniego Ponikowskiego.
- 25 września:
  - nieudany zamach członka Ukraińskiej Organizacji Wojskowej na Naczelnika Piłsudskiego.
  - otwarto we Lwowie pierwsze targi wschodnie.
  - 1. mistrzem Polski w kolarstwie szosowym został Józef Lange (200 km okrężną trasę Warszawa-Warszawa pokonał w 7.45:12 s.)
- 27 września:
  - premier Ponikowski wygłosił exposé sejmowe.
  - arcybiskup Jerzy (Jaroszewski) wybrany pierwszym prawosławnym Metropolitą Warszawskim i całej Polski.
- 30 września – Pierwszy Powszechny Spis Ludności wykazał (bez Wileńszczyzny i Górnego Śląska) 27 176 171 mieszkańców.
- 1 października – powstał Związek Obrony Kresów Zachodnich.
- 20 października – Rada Ambasadorów Ligi Narodów zatwierdziła decyzję o podziale Górnego Śląska.
- 25 października – ślub Józefa Piłsudskiego z Aleksandrą Szczerbińską.
- 1 listopada – otwarto tymczasowy ruch osobowy na będącej wciąż w budowie linii kolejowej Kutno – Strzałków. Linia ta powstała jako najkrótsze połączenie kolejowe Warszawy z Poznaniem.
- 4 listopada – w Warszawie złożył wizytę rumuński premier Take Ionescu.
- 13 listopada – w Krakowie została opublikowana w formie plakatu druga jednodniówka futurystów polskich Nuż w bżuhu.
- 20 listopada – otwarcie linii kolejowej z Kokoszek do Gdyni, omijającej Wolne Miasto Gdańsk.
- 26 listopada – Polacy w Wolnym Mieście Gdańsku powołali Macierz Szkolną.
- 27 listopada – założono Klub Sportowy Warszawianka.
- 28 listopada – Stanisław Nowodworski został prezydentem Warszawy.
- 1 grudnia – przedsiębiorstwo Radjopol jako pierwsze w kraju rozpoczęła produkcję lamp elektronowych.
- 7 grudnia – powstała Korporacja Studentów Uczelni Poznańskiej Baltia.
- 9 grudnia – założono Polski Związek Łyżwiarski.
- 11 grudnia – została założona Warszawska Spółdzielnia Mieszkaniowa.
- 16 grudnia – sejm uchwalił nadzwyczajną, przymusową daninę państwową.
- 17 grudnia – założono klub sportowy RKS Skra Warszawa.
- 18 grudnia – na Hungária körúti stadion w Budapeszcie piłkarska reprezentacja Polski rozegrała pierwsze, oficjalne spotkanie międzypaństwowe, ulegając w towarzyskim meczu Węgrom 1:0. W 18 minucie bramkę dla gospodarzy zdobył Jenő Szabó (zobacz więcej w oddzielnym artykule).
  - W Warszawie powstały Polskie Zakłady Optyczne, producent obiektywów, lup, mikroskopów.
  - Rozpoczęcie budowy portu i miasta Gdyni.
  - Powstała linia kolejki wąskotorowej relacji Szydłowiec–Chlewiska.

## Wydarzenia na świecie
- 1 stycznia – amerykańscy futboliści z Uniwersytetu Kalifornijskiego pokonali drużynę z Uniwersytetu Stanowego Ohio (ang. Ohio State University) 28-0, zdobywając „Puchar Róży” (ang. Rose Bowl) w rozgrywkach uniwersyteckich.
- 2 stycznia:
  - stacja radiowa z Pittsburgha w stanie Pensylwania (KDKA AM), jako pierwsza nadała audycję o treściach religijnych.
  - hiszpański liniowiec pasażerski „Santa Isabel” zatonął – 244 osoby zginęły.
- 10 stycznia – wojna grecko-turecka: zwycięstwo wojsk tureckich w bitwie pod Inönü.
- 17 stycznia – w Wiedniu założono Wolny Uniwersytet Ukraiński.
- 18 stycznia – założono czechosłowackie przedsiębiorstwo elektroniczne TESLA (pod nazwą Elektra).
- 20 stycznia – okręt podwodny Royal Navy „K5” (typu K) zatonął w kanale La Manche – zginęło 56 członków załogi.
- 21 stycznia:
  - w Livorno została założona Włoska Partia Komunistyczna.
  - w Szwecji kobiety uzyskały prawo wyborcze.
  - premiera amerykańskiego komediodramatu Brzdąc, autorstwa Charliego Chaplina, który w tym filmie wystąpił, napisał scenariusz, wyprodukował, wyreżyserował, zmontował, a do poprawionej wersji z 1971 roku także skomponował muzykę.
- 24 stycznia – Fevzi Çakmak został premierem Turcji.
- 25 stycznia – Francja i Czechosłowacja zawarły sojusz wojskowy.
- 1 lutego – decyzją Rady Piotrogrodzkiej zamknięto dziewięć przedsiębiorstw, zatrudniających 2 tys. ludzi. Dziesięć dni później Rada wydała rozporządzenie o likwidacji kolejnych 93 zakładów.
- 6 lutego – Józef Piłsudski przybył do francuskiego Verdun i udekorował miasto Krzyżem Virtuti Militari.
- 21 lutego – przyszły szach Iranu Reza Pahlawi wkroczył do Teheranu na czele 2 tys. żołnierzy z Brygady Kozackiej, dokonując aresztowań wszystkich członków rządu. Jednocześnie przedstawił ultimatum szachowi Ahmadowi Kadżarowi, zgodnie z którym nowym premierem miał zostać Sejjed Zia’eddin Tabatabai, a on sam dowódcą Brygady Kozackiej.
- 24 lutego – w Rydze został podpisany polsko-sowiecki układ o repatriacji zakładników, jeńców cywilnych i wojennych, osób internowanych, uchodźców i emigrantów.
- 25 lutego – Armia Czerwona dokonała inwazji na Demokratyczną Republikę Gruzji.
- 27 lutego – w Wiedniu powstała Międzynarodowa Wspólnota Pracy Partii Socjalistycznych. Organizacja ta grupowała partie nurtu centrystowskiego, które sprzeciwiały się wstąpieniu do II Międzynarodówki oraz Międzynarodówki Komunistycznej.
- 28 lutego – bunt rosyjskich marynarzy w Kronsztadzie.
- 1 marca:
  - wybuch powstania w Kronsztadzie przeciw władzom Rosji Radzieckiej.
  - zostało założone miasto Kiryū na wyspie Honsiu w Japonii.
- 2 marca:
  - Bernardino Machado został po raz drugi premierem Portugalii.
  - Josef Ospelt został pierwszym premierem Liechtensteinu.
- 3 marca:
  - podpisano sojusz Polski z Rumunią.
  - założono Instytut Nielsa Bohra w Kopenhadze.
  - u południowych wybrzeży Chin rozbił się o skały statek pasażerski SS „Hong Moh”; zginęło ponad 1000 osób.
- 4 marca:
  - Warren Harding został zaprzysiężony, jako 29 prezydent Stanów Zjednoczonych.
  - Kongres Stanów Zjednoczonych przyjął rezolucję o ustanowieniu Grobu Nieznanego Żołnierza na Narodowym Cmentarzu w Arlington.
  - utworzono Park Narodowy Hot Springs w Arkansas.
- 6 marca – powstała Portugalska Partia Komunistyczna.
- 8 marca:
  - hiszpański premier Eduardo Dato Iradier został zastrzelony przez katalońskiego anarchistę.
  - wojska francuskie rozpoczęły półroczną okupację miast Düsseldorf, Duisburg i Ruhrort w związku z niewypłacaniem przez Niemcy reparacji wojennych.
- 10 marca – w Atenach następca tronu Rumunii książę Karol ożenił się z księżniczką grecką i duńską Heleną.
- 12 marca – przyjęto hymn Turcji.
- 13 marca – rosyjska Biała Armia zajęła Mongolię, należącą do tej pory do Chin. Roman von Ungern-Sternberg ogłosił się władcą Mongolii i reinkarnacją Czyngis-chana.
- 15 marca – w Berlinie został zastrzelony przez ormiańskiego zamachowca turecki polityk Mehmet Talaat.
- 16 marca:
  - w Moskwie podpisano sowiecko-turecki traktat graniczny.
  - władze obalonej przez bolszewików Demokratycznej Republiki Gruzji udały się na wygnanie do Turcji.
- 17 marca:
  - Armia Czerwona zdobyła Kronsztad – koniec rebelii przeciw Rosji Radzieckiej w tym mieście. Część rebeliantów ucieka do Finlandii.
  - Marie Stopes otworzyła pierwszą klinikę „świadomego macierzyństwa” w Londynie.
- 18 marca:
  - w Rydze podpisano polsko-radziecki traktat pokojowy między Polską, Rosją Radziecką i Ukrainą Radziecką. Kończył on wojnę polsko-bolszewicką z lat 1919–1920.
  - bolszewicy zdławili powstanie marynarzy w Kronsztadzie.
- 21 marca – po zajęciu Gruzji przez Armię Czerwoną ogłoszono powstanie Abchaskiej Socjalistycznej Republiki Radzieckiej.
- 23 marca – weszła w życie niemiecka ustawa, będąca syntezą klauzul wojskowych traktatu wersalskiego i ustawy o Reichswerze.
- 24 marca – w Monte Carlo odbyły się, pierwsze w historii, międzynarodowe zawody lekkoatletyczne kobiet.
- 31 marca:
  - powstała Abchaska Socjalistyczna Republika Radziecka.
  - sformowano Królewskie Australijskie Siły Powietrzne (RAAF).
- 7 kwietnia – Charles de Gaulle poślubił Yvonne Vendroux.
- 8 kwietnia – Dimitrios Gunaris został premierem Grecji.
- 9 kwietnia:
  - Juho Vennola został po raz drugi premierem Finlandii.
  - zwodowano brytyjski transatlantyk RMS „Laconia”.
- 11 kwietnia – władze brytyjskie utworzyły we wschodniej części Mandatu Palestyny emirat Transjordanii, którego emirem został Abd Allah I ibn Husajn.
- 14 kwietnia:
  - István Bethlen został premierem Węgier.
  - dekretem prezydenta Augusto B. Leguíi y Salcedo z okazji setnej rocznicy proklamowania niepodległości wznowiono nadawanie Orderu Słońca Peru.
  - w Wielkiej Brytanii związki zawodowe przemysłu wydobywczego, kolei i pracowników transportu nawoływały do strajku – rząd groził użyciem armii.
- 16 kwietnia – powstała Komunistyczna Partia Czechosłowacji (KPCz).
- 21 kwietnia – Czechosłowacja i Rumunia zawarły sojusz obronny przeciwko Węgrom.
- 24 kwietnia:
  - mieszkańcy Tyrolu wypowiedzieli się w referendum za przyłączeniem do Niemiec.
  - Amerykanin Charles Paddock ustanowił rekord świata w biegu na 100 m wynikiem 10,4 s (jako pierwszy w historii sprinter uzyskał wynik poniżej 10,5 s).
- 28 kwietnia – kubański szachista José Raúl Capablanca został nowym mistrzem świata pokonawszy poprzedniego mistrza Emanuela Laskera, który dzierżył ten tytuł przez 27 lat.
- 1–7 maja – w Jafie w Palestynie, będącej pod kontrolą Brytyjczyków, doszło do rozruchów antybrytyjskich, zginęło 95 osób, a 219 zostało rannych.
- 3 maja – powstała Irlandia Północna.
- 5 maja:
  - tylko 13 kibiców oglądało mecz piłkarski pomiędzy drużynami Leicester City F.C. i Stockport County F.C., była to najniższa frekwencja w historii rozgrywek piłkarskich organizowanych dla klubów Anglii i Walii.
  - Coco Chanel spośród próbek przygotowanych na jej zlecenie przez Ernesta Beaux(inne języki) wybrała perfumy znane później jako Chanel No. 5.
- 6 maja – rozpoczął się strajk generalny w Norwegii.
- 8 maja – w Szwecji zniesiono karę śmierci.
- 10 maja – w Niemczech został utworzony pierwszy rząd Josepha Wirtha.
- 14–17 maja – gwałtowne antyeuropejskie rozruchy w Kairze i Aleksandrii.
- 16 maja – została założona Komunistyczna Partia Czechosłowacji.
- 19 maja – Kongres Stanów Zjednoczonych przegłosował akt prawny (ang. Emergency Quota Act) ustanawiający limit roczny na imigrację z poszczególnych krajów.
- 20 maja:
  - delegacja litewska odrzuciła projekt Ligi Narodów dotyczący rozwiązania konfliktu polsko-litewskiego.
  - prezydent Warren Harding przekazał Marii Skłodowskiej-Curie kapsułkę z zawartością radu wartości 100 tys. dolarów.
- 24 maja – odbyły się po raz pierwszy wybory do parlamentu Irlandii Północnej.
- 29 maja – 99,5% mieszkańców Salzburga opowiedziało się w plebiscycie za przyłączeniem do Niemiec, jednak miasto pozostało częścią I Republiki Austriackiej.
- 31 maja:
  - w mieście Tulsa w stanie Oklahoma doszło do rozruchów na tle rasowym. Oficjalnie zginęło 39 osób, ale najnowsze badania sugerują znacznie większą liczbę. Około 10 tys. ludzi straciło dach nad głową.
  - założono mozambicki klub piłkarski Grupo Desportivo de Maputo.
- 15 czerwca – została przyjęta ustawowo flaga Łotwy.
- 19 czerwca – Zigfrīds Meierovics został premierem Łotwy.
- 1 lipca:
  - w Szanghaju powstała Komunistyczna Partia Chin.
  - zakończył się strajk górników w Anglii.
- 2 lipca:
  - prezydent USA Warren Harding podpisał rezolucję Kongresu Stanów Zjednoczonych deklarującą koniec stanu wojny z Niemcami, Austrią i Węgrami.
  - relacja z meczu bokserskiego w Jersey City o mistrzostwo świata wszechwag: Jack Dempsey (USA) kontra Georges Carpentier (Francja). Walkę przez ko w 4. rundzie wygrał Dempsey (było to pierwsze sprawozdanie sportowe w dziejach radiofonii).
- 3 lipca – zostało ustanowione najwyższe odznaczenie Islandii – Order Sokoła Islandzkiego.
- 4 lipca – we Włoszech został sformowany nowy konserwatywny rząd z premierem Ivanoe Bonomi na czele.
- 11 lipca:
  - zakończyła się irlandzka wojna o niepodległość.
  - Armia Czerwona zajmuje Mongolię, odbijając ją z rąk Białej Armii i ustanawia Mongolską Republikę Ludową, na czele której stanął Damdin Suche Bator.
- 14 lipca – w Massachusetts ława przysięgłych uznała za winnych morderstwa Nicola Sacco i Bartolomeo Vanzettiego – zostali skazani na śmierć na krześle elektrycznym.
- 17 lipca – proklamowano Republikę Mirdity w pobliżu albańsko-serbskiej granicy z centrum administracyjnym poza obszarem Albanii, na terenie Kosowa.
- 18 lipca – po raz pierwszy zastosowano szczepionkę BCG przeciw gruźlicy.
- 21 lipca – w Maroku Hiszpańskim, pod dowództwem Abd al-Karima, wojska Republiki Rifu rozgromiły oddziały hiszpańskie.
- 22 lipca – rząd brytyjski deklaruje rozejm w Irlandii.
- 27 lipca – zespół naukowców z Uniwersytetu w Toronto pod przewodnictwem biochemika Fredericka Bantinga ogłosił odkrycie insuliny.
- 29 lipca – Adolf Hitler został führerem w strukturze Narodowosocjalistycznej Niemieckiej Partii Robotników (NSDAP).
- 5 sierpnia – po raz pierwszy odbyła się transmisja radiowa z meczu baseballowego w Pittsburghu.
- 7 sierpnia – w Kopenhadze rozegrano 1. kolarskie mistrzostwa świata amatorów (190 km wyścig ze startu wspólnego wygrał Szwed Gunnar Sköld).
- 11 sierpnia – +39 ° Celsjusza odnotowano we Wrocławiu – fala upałów dotknęła wiele miejscowości w Europie.
- 14 sierpnia – proklamowano niepodległość państwa Tannu-Tuwa.
- 16 sierpnia – Aleksander I został królem Serbów, Chorwatów i Słoweńców.
- 18 sierpnia – Republika Rifu w Maroku Hiszpańskim ogłosiła niepodległość.
- 19 sierpnia – katastrofa górnicza w Mount Mulligan (Australia); zginęło 75 górników.
- 22 sierpnia – Estonia, Litwa i Łotwa zostały przyjęte do Ligi Narodów.
- 23 sierpnia – odbyła się koronacja króla Fajsala I w Bagdadzie.
- 24 sierpnia:
  - w pobliżu miasta Hull w Anglii doszło do eksplozji podczas próbnego lotu sterowca typu R-38/USN ZR-2 – 41 osób straciło życie.
  - rosyjski poeta, przedstawiciel akmeizmu Nikołaj Gumilow został skazany na śmierć pod zarzutem działalności kontrrewolucyjnej.
- 25 sierpnia – w Berlinie podpisano odrębny amerykańsko-niemiecki traktat pokojowy.
- 26 sierpnia:
  - podwyżki cen spowodowały rozruchy w Monachium.
  - śmierć w zamachu niemieckiego polityka Matthiasa Erzbergera była powodem wprowadzenia stanu wojennego w Niemczech.
- 7 września – w Atlantic City w stanie New Jersey po raz pierwszy odbył się konkurs piękności (ang. Miss America Pageant).
- 10 września – w Berlinie otwarto pierwszy w Europie odcinek autostrady.
- 12 września – w Finlandii powstała paramilitarna organizacja dla kobiet – Lotta Svärd(inne języki).
- 21 września – w miejscowości Oppau, która dzisiaj jest przedmieściem Ludwigshafen am Rhein, doszło do katastrofy przemysłowej w fabryce koncernu BASF – zginęło 561 osób, a ponad 2 tys. zostało rannych.
- 4 października – Riccardo Zanella(inne języki) wybrany został pierwszym prezydentem Wolnego Miasta Rijeka.
- 5 października:
  - w Londynie założono PEN Club.
  - Liechtenstein przyjął nową konstytucję wprowadzającą ustrój monarchii konstytucyjnej w miejsce dotychczasowej monarchii absolutnej.
- 10 października:
  - utworzono Królestwo Kurdystanu.
  - po przeprowadzce rozpoczęły się zajęcia na Uniwersytecie Segedyńskim na Węgrzech.
- 12 października – Rada Ligi Narodów podjęła decyzję o dokonaniu podziału Górnego Śląska: Polska otrzymała ok. 30% powierzchni terytorium plebiscytowego zamieszkiwanego przez 46% ludności, na którym znajdowało się 60% hut i 76% kopalń (węgla oraz rud cynku i ołowiu); rozstrzygnięcie zostało ostatecznie zatwierdzone przez Radę Ambasadorów Ligi Narodów 20 października.
- 19 października – w masakrze w Lizbonie ginie premier Portugalii António Granjo i inni politycy.
- 20 października – zatwierdzenie przez Radę Ambasadorów decyzji Ligi Narodów o podziale Górnego Śląska.
- 21 października – w Londynie rozpoczęła się konferencja pokojowa pomiędzy Irlandią i Wielką Brytanią.
- 23 października – podpisano traktat karski, na mocy którego Turcja przekazała państwu bolszewików Adżarię, w zamian otrzymując ormiańskie ziemie w rejonie Karsu.
- 4 listopada:
  - w Niemczech utworzono Oddziały Szturmowe NSDAP (SA).
  - premier Japonii, Takashi Hara, został zasztyletowany na dworcu kolejowym w Tokio.
- 9 listopada:
  - we Włoszech została założona przez Benito Mussoliniego Narodowa Partia Faszystowska (wł. Partito Nazionale Fascista, PNF).
  - Albert Einstein otrzymał Nagrodę Nobla w dziedzinie fizyki za zasługi dla fizyki teoretycznej, szczególnie za odkrycie praw rządzących zjawiskiem fotoelektrycznym.
  - rozruchy w Reykjavíku.
- 11 listopada – w czasie obchodów dnia zwycięstwa w I wojnie światowej na cmentarzu w Arlington prezydent Stanów Zjednoczonych Warren Harding dedykował Grób Nieznanego Żołnierza wszystkim poległym niezidentyfikowanym amerykańskim żołnierzom.
- 12 listopada – rozpoczęła się konferencja waszyngtońska.
- 14 listopada – została założona Komunistyczna Partia Hiszpanii.
- 28 listopada – założono Komunistyczny Uniwersytet Mniejszości Narodowych Zachodu im. Juliana Marchlewskiego w Moskwie.
- 1 grudnia – podwyżki cen spowodowały rozruchy w Wiedniu.
- 6 grudnia:
  - w Londynie został podpisany traktat angielsko-irlandzki ustanawiający niepodległość Irlandii.
  - Agnes Macphail(inne języki) była pierwszą kobietą wybraną do Kanadyjskiego Parlamentu.
- 13 grudnia – podczas konferencji waszyngtońskiej zawarto 10-letni amerykańsko-brytyjsko-francusko-japoński traktat o wzajemnym poszanowaniu i wspólnej obronie stanu posiadania w rejonie Pacyfiku, w ramach którego został zniesiony brytyjsko-japoński układ sojuszniczy.
- 16 grudnia – w trzydniowym plebiscycie mieszkańcy Sopronu i okolicznych gmin zdecydowali o pozostaniu w granicach Węgier, odrzucając przyłączenie do Austrii.
- 23 grudnia:
  - Wiedeń: premiera operetki Bajadera Imre Kálmána.
  - z inicjatywy Rabindranatha Tagore powstał uniwersytet w miejscowości Santiniketan w pobliżu Bolpur – 145 km od Kalkuty (ang. Visva-Bharati University).
- 29 grudnia – William Lyon Mackenzie King został wybrany premierem Kanady.

- We Włoszech rozpoczęto regularne nadawanie programu radiowego.
- W Stanach Zjednoczonych wynaleziono Wibrafon.
- IAAF przedstawiła pierwszą, oficjalną listę rekordów świata. Wprowadza obowiązek mierzenia czasu, na dystansach do 220 y włącznie, z dokładnością do 0,1 s.

## Urodzili się
- 1 stycznia:
  - Clifford Bourland, amerykański lekkoatleta (zm. 2018)
  - Fernando Campos, chilijski piłkarz (zm. 2004)
  - Stanisław Gustaw Jaster, uciekinier z Auschwitz-Birkenau, żołnierz AK (zm. 1943)
  - Alain Mimoun, francuski lekkoatleta (zm. 2013)
- 2 stycznia – Edward Konecki, polski artysta grafik, projektant znaczków pocztowych (zm. 1990)
- 4 stycznia:
  - Zofia Kierszys, polska tłumaczka literatury pięknej (zm. 2000)
  - Witold Zalewski, polski pisarz, publicysta, scenarzysta, reportażysta (zm. 2009)
- 5 stycznia:
  - Friedrich Dürrenmatt, szwajcarski dramaturg, prozaik, eseista i teoretyk teatru, piszący w języku niemieckim (zm. 1990)
  - Jan (wielki książę Luksemburga), syn wielkiej księżnej Luksemburga Szarlotty Luksemburskiej i księcia Feliksa Burbon-Parmeńskiego (zm. 2019)
  - Szczepan Pieszczoch, polski ksiądz katolicki, patrolog (zm. 2004)
- 6 stycznia – Zygmunt Kiszkurno, polski strzelec sportowy (zm. 2012)
- 7 stycznia:
  - Kazimierz Bartoszyński, polski literaturoznawca (zm. 2015)
  - Jules Schelvis, holenderski Żyd, świadek Holocaustu (zm. 2016)
- 8 stycznia – Aleksander Tarnawski, polski inżynier, chemik (zm. 2022)
- 9 stycznia:
  - Robin Coombs, brytyjski immunolog (zm. 2006)
  - Ágnes Keleti, węgierska gimnastyczka (zm. 2025)
  - George Hamilton Pearce, amerykański duchowny katolicki, arcybiskup metropolita Suvy na Fidżi (zm. 2015)
  - Łarisa Ratuszna, radziecka sanitariuszka, łączniczka partyzancka (zm. 1944)
- 10 stycznia – Wacław Gołdyn, oficer UB i SB (zm. 199?)
- 12 stycznia:
  - Maria Borucka-Arctowa, polska teoretyczka i socjolog prawa (zm. 2018)
  - Halina Skibniewska, polska architekt, urbanistka, polityk, wicemarszałek Sejmu PRL (zm. 2011)
- 13 stycznia – Jerzy Pomianowski, polski prozaik, eseista, specjalista ds. historii Europy Wschodniej, krytyk teatralny, scenarzysta filmowy, tłumacz literatury pięknej z języka rosyjskiego (zm. 2016)
- 14 stycznia:
  - Murray Bookchin, amerykański myśliciel anarchistyczny (zm. 2006)
  - Ken Sailors, amerykański koszykarz (zm. 2016)
- 15 stycznia – Symcha Symchowicz, polsko-kanadyjski pisarz i poeta pochodzenia żydowskiego (zm. 2017)
- 16 stycznia:
  - Gustaw Budzyński, polski akustyk (zm. 2018)
  - Janina Klawe, polska tłumaczka, historyk literatury (zm. 2008)
- 17 stycznia – Wacław Biliński, polski prozaik (zm. 1999)
- 18 stycznia – Yoichiro Nambu, amerykański fizyk japońskiego pochodzenia (zm. 2015)
- 19 stycznia – Patricia Highsmith, amerykańska pisarka, autorka thrillerów psychologicznych (zm. 1995)
- 21 stycznia – Maria Lisa Cinciari Rodano, włoska polityk i działaczka feministyczna (zm. 2023)
- 22 stycznia – Krzysztof Kamil Baczyński, polski poeta okresu wojennego (zm. 1944)
- 23 stycznia – Silvio Gazzaniga, włoski rzeźbiarz (zm. 2016)
- 24 stycznia:
  - Tony Halik, polski dziennikarz, podróżnik (zm. 1998)
  - Zygmunt Kęstowicz, polski aktor (zm. 2007)
  - Tadeusz Zawadzki, pseudonim „Zośka”, podporucznik AK (zm. 1943)
- 26 stycznia:
  - Ella Koblo Gulama, sierraleońska polityczka (zm. 2006)
  - Akio Morita, japoński przemysłowiec (zm. 1999)
  - Jurij Ozierow, rosyjski reżyser i scenarzysta filmowy (zm. 2001)
- 27 stycznia:
  - Danuta Boba, polska pedagożka (zm. 2024)
  - Donna Reed, amerykańska aktorka, laureatka Oscara (zm. 1986)
- 28 stycznia – Arthur Hoag, amerykański astronom (zm. 1999)
- 29 stycznia – Mustafa Bin Halim, polityk libijski (zm. 2021)
- 31 stycznia – Carol Channing, amerykańska piosenkarka i aktorka (zm. 2019)
- 1 lutego:
  - Aleksandra Grzeszczak, polska sanitariuszka AK (zm. 1944)
  - Francisco Raúl Villalobos Padilla, meksykański duchowny katolicki (zm. 2022)
  - Peter Sallis, brytyjski aktor (zm. 2017)
- 2 lutego:
  - Joseph Zhu Baoyu, chiński duchowny katolicki (zm. 2020)
  - Jozef Mistrík, słowacki językoznawca i literaturoznawca (zm. 2000)
- 3 lutego:
  - Ralph Alpher, amerykański fizyk, kosmolog (zm. 2007)
  - Herbert Baack, niemiecki polityk (zm. 2006)
  - Zbigniew Podbielkowski, polski botanik (zm. 2012)
  - Henryk Strzelecki, polski spółdzielca, poseł na Sejm RP I kadencji (zm. 2014)
- 4 lutego:
  - Betty Friedan, feministka, działaczka społeczna i pisarka amerykańska (zm. 2006)
  - Lotfi Zadeh, automatyk amerykański pochodzenia azerskiego (zm. 2017)
- 5 lutego:
  - Ken Adam, brytyjski scenograf filmowy pochodzenia żydowskiego (zm. 2016)
  - Zbigniew Czajkowski, polski florecista, szablista, trener, teoretyk sportu (zm. 2019)
  - John Pritchard, brytyjski dyrygent (zm. 1989)
- 6 lutego:
  - Alfred Klein, polski prawnik, wykładowca akademicki (zm. 2001)
  - Jacek Szarski, polski matematyk (zm. 1980)
  - Bolesław Wicenty, polski rolnik, polityk, poseł na Sejm PRL (zm. 1999)
- 7 lutego:
  - Nexhmije Hodża, żona przywódcy albańskiego Envera Hodży (zm. 2020)
  - Stanisław Lenartowicz, polski reżyser i scenarzysta filmowy (zm. 2010)
- 8 lutego:
  - Hans Albert, niemiecki filozof i socjolog (zm. 2023)
  - Lana Turner, amerykańska aktorka (zm. 1995)
- 11 lutego – Lloyd Bentsen, amerykański prawnik, ekonomista, polityk, senator ze stanu Teksas (zm. 2006)
- 15 lutego – Viktors Tjaguņenko, łotewski żużlowiec, kierowca wyścigowy (zm. 2013)
- 16 lutego:
  - Jean Behra, francuski kierowca wyścigowy (zm. 1959)
  - Vera-Ellen, amerykańska aktorka, tancerka (zm. 1981)
  - Hua Guofeng, chiński polityk, następca Mao Zedonga (zm. 2008)
  - Andrzej Samuel Kostrowicki, polski geograf, wykładowca akademicki (zm. 2007)
  - Pierre Pasquini, francuski prawnik, samorządowiec, polityk (zm. 2006)
  - James Shannon, amerykański duchowny katolicki, biskup pomocniczy Saint Paul i Minneapolis (zm. 2003)
  - Gabriel Temkin, polski ekonomista, wykładowca akademicki (zm. 2006)
- 17 lutego – Irena Szymańska-Matuszewska, polska tłumaczka, pisarka, wydawca (zm. 1999)
- 19 lutego – Aida Stucki, szwajcarska skrzypaczka, pedagog (zm. 2011)
- 21 lutego – Zdeněk Miler, czeski rysownik, reżyser filmów animowanych (zm. 2011)
- 22 lutego:
  - Wayne Booth, amerykański krytyk literatury (zm. 2005)
  - Leon Gumański, polski logik i filozof (zm. 2014)
  - Giulietta Masina, włoska aktorka filmowa (zm. 1994)
  - Marek Rostworowski, polski historyk sztuki, profesor Uniwersytetu Jagiellońskiego (zm. 1996)
- 24 lutego:
  - Maria Sołtan, polska florecistka (zm. 2001)
  - Abe Vigoda, amerykański aktor (zm. 2016)
- 25 lutego – Pierre Laporte, polityk kanadyjski (zm. 1970)
- 26 lutego:
  - Wanda Dobryszycka, polska biochemik (zm. 2020)
  - Betty Hutton, amerykańska aktorka (zm. 2007)
  - Zofia Krassowska, polska sanitariuszka, żołnierz AK, uczestniczka powstania warszawskiego (zm. 1944)
  - Georges-Paul Wagner, francuski prawnik, publicysta, pisarz (zm. 2006)
- 28 lutego:
  - Pierre Clostermann, francuski lotnik, as myśliwski okresu II wojny światowej (zm. 2006)
  - Saul Zaentz, amerykański producent filmowy (zm. 2014)
- 1 marca – Richard Wilbur, poeta amerykański (zm. 2017)
- 2 marca:
  - Wilhelm Büsing, niemiecki jeździec sportowy (zm. 2023)
  - Kazimierz Górski, polski piłkarz, trener i działacz piłkarski, prezes PZPN (zm. 2006)
- 3 marca:
  - Ireneusz Bogajewicz, polski skrzypek (zm. 2012)
  - Kazimierz Czyżewski, polski inżynier, hydrotechnik (zm. 1982)
  - Paul Guimard, francuski pisarz (zm. 2004)
  - Aleksy Nowak, polski zootechnik, polityk, poseł na Sejm PRL (zm. 1995)
- 6 marca – Jan Winczakiewicz, polski pisarz (zm. 2012)
- 7 marca – Helena Wolska, polska poetka ludowa (zm. 2007)
- 12 marca:
  - Algimantas Dailidė, nazistowski zbrodniarz wojenny (zm. 2015)
  - Ralph Shapey, amerykański kompozytor i dyrygent (zm. 2002)
  - Karol Teutsch, polski skrzypek, dyrygent (zm. 1992)
- 14 marca – Anna Magdalena Schwarzová, czeska karmelitanka bosa (zm. 2017)
- 16 marca:
  - Stanisław Marian Kamiński, polski aktor (zm. 1999)
  - Fahd ibn Abd al-Aziz Al Su’ud, król Arabii Saudyjskiej (zm. 2005)
- 17 marca – Rudolf Antoníček, czeski taternik, alpinista i instruktor taternictwa (zm. 2016)
- 19 marca – Anton Muzaj, albański duchowny katolicki, męczennik, błogosławiony (zm. 1948)
- 20 marca – Primož Ramovš, słoweński kompozytor (zm. 1999)
- 21 marca:
  - Abd as-Salam Arif, iracki generał, polityk, prezydent Iraku (zm. 1966)
  - Amadou-Mahtar M’Bow, senegalski polityk, dyrektor generalny UNESCO (zm. 2024)
  - Jair da Rosa Pinto, brazylijski piłkarz, trener (zm. 2005)
  - Wasilij Stalin, radziecki generał porucznik lotnictwa, syn Józefa (zm. 1962)
  - Anna Tatarkiewicz, polska tłumaczka literatury francuskojęzycznej (zm. 2019)
- 24 marca:
  - Wilson Harris, gujański poeta, pisarz i eseista (zm. 2018)
  - Wasilij Smysłow, rosyjski szachista (zm. 2010)
- 25 marca:
  - Aleksandra, księżniczka grecka, królowa Jugosławii (zm. 1993)
  - Simone Signoret, aktorka francuska (zm. 1985)
- 27 marca:
  - Stanislav Libenský, czeski artysta w szkle, pedagog (zm. 2002)
  - Moacir Barbosa, brazylijski piłkarz (zm. 2000)
- 28 marca:
  - Jerzy Bielecki, polski działacz społeczny, więzień obozu Auschwitz-Birkenau, żołnierz AK, Sprawiedliwy wśród Narodów Świata (zm. 2011)
  - Dirk Bogarde, brytyjski aktor (zm. 1999)
  - Herschel Grynszpan, polski Żyd, zamachowiec (zm. 194?)
- 29 marca – Tad Danielewski, amerykański reżyser filmowy (zm. 1993)
- 30 marca – Tony Honore, prawnik angielski (zm. 2019)
- 31 marca – Mieczysław Porębski, polski krytyk, teoretyk i historyk sztuki (zm. 2012)
- 1 kwietnia:
  - Axel Kamp, szwedzki curler (zm. 2019)
  - Stanisław Widerszpil, polski socjolog i wykładowca (zm. 2022)
- 3 kwietnia – Anna Jenke, polska harcerka, pedagog, pisarka, działaczka społeczna, Służebnica Boża (zm. 1975)
- 4 kwietnia – Roger Mathis, piłkarz szwajcarski (zm. 2015)
- 7 kwietnia – Bill Butler, amerykański operator filmowy (zm. 2023)
- 9 kwietnia:
  - Roger Bocquet, piłkarz szwajcarski (zm. 1994)
  - Icchak Nawon, prezydent Izraela (zm. 2015)
- 10 kwietnia:
  - Zbigniew Kączkowski, polski inżynier (zm. 2018)
  - Leokadia Penners, polska lekkoatletka (zm. 2009)
- 11 kwietnia – Władysław Matuszkiewicz, polski botanik (zm. 2013)
- 12 kwietnia:
  - Frans Krajcberg, brazylijski rzeźbiarz (zm. 2017)
  - Enric Marco, hiszpański robotnik (zm. 2022)
- 14 kwietnia – Thomas Schelling, amerykański ekonomista, laureat Nagrody Nobla (zm. 2016)
- 15 kwietnia – Gieorgij Bieriegowoj, radziecki kosmonauta (zm. 1995)
- 16 kwietnia – Peter Ustinov, aktor brytyjski, a także reżyser, dramaturg i producent (zm. 2004)
- 17 kwietnia – Sergio Sollima, włoski reżyser i scenarzysta (zm. 2015)
- 19 kwietnia – Roberto Tucci, włoski duchowny katolicki, kardynał (zm. 2015)
- 20 kwietnia – Stanisława Łopuszańska, polska aktorka (zm. 2016)
- 23 kwietnia – Janet Blair, amerykańska aktorka (zm. 2007)
- 25 kwietnia:
  - Karel Appel, holenderski malarz, grafik, rzeźbiarz i poeta (zm. 2006)
  - Halina Kwiatkowska, polska aktorka (zm. 2020)
- 27 kwietnia:
  - Maria Białobrzeska, polska biolog (zm. 2004)
  - Robert Dhéry, francuski aktor, reżyser i scenarzysta filmowy (zm. 2004)
  - Wacław Kuźmicki, polski lekkoatleta, wieloboista (zm. 2013)
  - John Stott, brytyjski duchowny i teolog anglikański (zm. 2011)
- 5 maja – Arthur Leonard Schawlow, amerykański fizyk, laureat Nagrody Nobla (zm. 1999)
- 6 maja:
  - Anatolij Barkowski, rosyjski dyplomata (zm. ok. 2001)
  - Jan Bytnar, pseudonim „Rudy”, podporucznik AK (zm. 1943)
  - Erich Fried, austriacki poeta, tłumacz i eseista żydowskiego pochodzenia (zm. 1988)
- 8 maja – Ija Lazari-Pawłowska, etyk, filozof, autorka prac z metaetyki i etyki (zm. 1994)
- 9 maja:
  - Sophie Scholl, niemiecka działaczka ruchu oporu antynazistowskiego w czasach Trzeciej Rzeszy (zm. 1943)
  - Mona Jane Van Duyn, poetka amerykańska (zm. 2004)
- 10 maja – Wieńczysław Gliński, polski aktor (zm. 2008)
- 12 maja:
  - Joseph Beuys, niemiecki artysta, teoretyk sztuki, pedagog (zm. 1986)
  - Farley McGill Mowat, kanadyjski pisarz, działacz na rzecz ochrony przyrody (zm. 2014)
- 13 maja – Helena Birecka, polska chemik (zm. 2015)
- 14 maja:
  - Ely do Amparo, brazylijski piłkarz (zm. 1991)
  - Stanisław Jasiukiewicz, polski aktor (zm. 1973)
- 15 maja – Leopold Tajner, polski skoczek narciarski, kombinator norweski, biegacz narciarski, trener (zm. 1993)
- 17 maja – Magdalena Breguła, polska lekkoatletka, kulomiotka (zm. 1957)
- 18 maja – Michael Epstein, angielski patolog i wirusolog (zm. 2024)
- 20 maja:
  - Wolfgang Borchert, niemiecki pisarz (zm. 1947)
  - Karl Dedecius, niemiecki tłumacz i popularyzator literatury polskiej (zm. 2016)
  - Ewa Szumańska, polska pisarka, reportażystka i scenarzystka filmowa (zm. 2011)
- 21 maja:
  - Andriej Sacharow, radziecki fizyk i obrońca praw człowieka, laureat pokojowej Nagrody Nobla w 1975 roku (zm. 1989)
  - Prabhat Ranjan Sarkar, indyjski filozof, rewolucjonista społeczny, poeta, lingwistyk (zm. 1990)
- 23 maja:
  - James Blish, amerykański pisarz fantasy i science fiction (zm. 1975)
  - Humphrey Lyttelton, brytyjski muzyk jazzowy (zm. 2008)
  - Anna Morozowa, radziecka czerwonoarmistka, partyzantka (zm. 1944)
- 24 maja – Halina Wittig, polska łyżwiarka figurowa, działaczka konspiracyjna, członkini AK (zm. 2013)
- 25 maja:
  - Anatolij Czerniajew, rosyjski historyk, polityk (zm. 2017)
  - Jack Steinberger, amerykański fizyk pochodzenia niemieckiego, laureat Nagrody Nobla (zm. 2020)
- 26 maja:
  - György Bárdy, węgierski aktor (zm. 2013)
  - Stan Mortensen, angielski piłkarz (zm. 1991)
  - Walter Laqueur, amerykański historyk żydowskiego pochodzenia (zm. 2018)
- 27 maja – Jetty Paerl, holenderska piosenkarka (zm. 2013)
- 29 maja – Clifton James, amerykański aktor (zm. 2017)
- 31 maja:
  - Bolek Tempowski, francuski piłkarz, trener pochodzenia polskiego (zm. 2008)
  - Alida Valli, włoska aktorka (zm. 2006)
- 4 czerwca – Bobby Wanzer, amerykański koszykarz (zm. 2016)
- 5 czerwca – James Francis Edwards, kanadyjski lotnik (zm. 2022)
- 8 czerwca – Suharto, indonezyjski polityk, prezydent Indonezji (zm. 2008)
- 10 czerwca:
  - Oskar Gröning, niemiecki SS-Unterscharführer z czasów II wojny światowej (zm. 2018)
  - Filip Mountbatten, książę Edynburga, mąż królowej brytyjskiej Elżbiety II (zm. 2021)
- 13 czerwca – Zbigniew Tryczyński, polski więzień niemieckich obozów koncentracyjnych (zm. 2017)
- 19 czerwca – Louis Jourdan, francuski aktor (zm. 2015)
- 20 czerwca – Pancho Segura, tenisista ekwadorski (zm. 2017)
- 21 czerwca – Jan Podhorski, leśnik, rzecznik patentowy, generał (zm. 2023)
- 24 czerwca – Gerhard Sommer, niemiecki wojskowy (zm. 2019)
- 27 czerwca – Muriel Pavlow, brytyjska aktorka (zm. 2019)
- 28 czerwca:
  - Jerzy Kusiak, polski polityk (zm. 2013)
  - P.V. Narasimha Rao, polityk indyjski, premier Indii (zm. 2004)
- 29 czerwca – Aldona Rymsza, polska łączniczka i sanitariuszka AK (zm. 2009)
- 1 lipca:
  - Artur Kaltbaum, polski dziennikarz (zm. 2017)
  - Juliusz Owidzki, polski reżyser radiowy (zm. 1996)
  - Bernard Skarbek, polski uczestnik II wojny światowej (zm. 2022)
  - Jerzy Stefan Stawiński, polski prozaik, scenarzysta i reżyser (zm. 2010)
  - Michalina Wisłocka, polska lekarka, ginekolog, cytolog i seksuolog, autorka książek z dziedziny seksuologii m.in. Sztuki kochania (zm. 2005)
- 4 lipca – Gérard Debreu, amerykański ekonomista francuskiego pochodzenia, laureat Nagrody Nobla (zm. 2004)
- 6 lipca – Nancy Reagan, żona byłego prezydenta USA Ronalda Reagana (zm. 2016)
- 8 lipca – Edgar Morin, francuski filozof, socjolog i politolog
- 14 lipca:
  - Sixto Durán Ballén, ekwadorski architekt i polityk, prezydent kraju w latach 1992–1996 (zm. 2016)
  - Geoffrey Wilkinson, chemik brytyjski, laureat Nagrody Nobla (zm. 1996)
- 15 lipca – Robert Bruce Merrifield, biochemik amerykański, laureat Nagrody Nobla (zm. 2006)
- 16 lipca – Leszek Dutka, polski malarz i ceramik (zm. 2014)
- 17 lipca – Acquanetta, amerykańska modelka, aktorka (zm. 2004)
- 18 lipca:
  - John Glenn, amerykański pilot wojskowy, astronauta, polityk, senator ze stanu Ohio (zm. 2016)
  - Aaron T. Beck, amerykański psychiatra (zm. 2021)
- 19 lipca:
  - Harold Camping, amerykański biznesmen i pisarz (zm. 2013)
  - Rosalyn Yalow, amerykańska fizyk, laureatka Nagrody Nobla (zm. 2011)
- 20 lipca (lub 20 lipca 1920) – Franciszek Walicki, polski dziennikarz muzyczny (zm. 2015)
- 22 lipca – William V. Roth Jr., amerykański polityk, senator ze stanu Delaware (zm. 2003)
- 23 lipca:
  - Marek Domański, polski prozaik (zm. 2002)
  - Franciszek Hanek, polski duchowny katolicki (zm. 2021)
- 25 lipca – Paul Watzlawick, austriacko-amerykański psycholog, teoretyk komunikacji i filozof (zm. 2007)
- 26 lipca – Amedeo Amadei, włoski piłkarz (zm. 2013)
- 29 lipca:
  - Chris Marker, francuski pisarz (zm. 2012)
  - Zbigniew Przyrowski, polski dziennikarz, publicysta, popularyzator tematyki naukowo-technicznej (zm. 2008)
- 1 sierpnia – Michał Bristiger, polski muzykolog, krytyk muzyczny, popularyzator muzyki i publicysta (zm. 2016)
- 2 sierpnia – Tadeusz Grabowski, polski artysta ludowy, lutnik, poeta, kompozytor, muzyk, śpiewak (zm. 2025)
- 3 sierpnia – Paul Hagenmuller, francuski chemik (zm. 2017)
- 4 sierpnia – Danuta Brzosko-Mędryk, polska lekarka (zm. 2015)
- 5 sierpnia:
  - Jo Backaert, belgijski piłkarz (zm. 1997)
  - Roman Bratny, polski prozaik, poeta, publicysta, scenarzysta filmowy (zm. 2017)
  - Jan Drzewiecki, polski generał brygady pochodzenia żydowskiego (zm. 2001)
  - Mataʻafa Mulinuʻu II, samoański polityk, premier Samoa (zm. 1975)
  - Yves Vincent, francuski aktor (zm. 2016)
- 7 sierpnia – Elżbieta Rufener-Sapieha, polska malarka (zm. 2008)
- 9 sierpnia – James Exon, amerykański polityk, senator ze stanu Nebraska (zm. 2005)
- 10 sierpnia:
  - Agnes Giebel, niemiecka śpiewaczka, sopran (zm. 2017)
  - Bohdan Tomaszewski, polski dziennikarz i komentator sportowy (zm. 2015)
- 11 sierpnia – Alex Haley, amerykański pisarz (zm. 1992)
- 12 sierpnia – Jan Mierzanowski, polski artysta fotograf, fotoreporter (zm. 2000)
- 13 sierpnia – Jimmy McCracklin, amerykański muzyk (zm. 2012)
- 14 sierpnia:
  - James Daly, amerykański duchowny katolicki (zm. 2013)
  - Julia Hartwig, polska poetka, tłumaczka, eseistka (zm. 2017)
- 15 sierpnia – August Kowalczyk, polski aktor (zm. 2012)
- 17 sierpnia – Marian Kowalski, polski żołnierz, działacz społeczny, numiznatyk (zm. 1996)
- 18 sierpnia – Zdzisław Żygulski, polski profesor historii i teorii sztuki (zm. 2015)
- 19 sierpnia – Gene Roddenberry, amerykański scenarzysta i producent filmowy (zm. 1991)
- 20 sierpnia – Bolesław Pylak, polski duchowny katolicki (zm. 2019)
- 21 sierpnia:
  - Raymond Hunthausen, amerykański duchowny katolicki(zm. 2018)
  - Alojzy Józef Peisert, polski wojskowy (zm. 1992)
- 23 sierpnia:
  - Kenneth Arrow, amerykański ekonomista, laureat Nagrody Banku Szwecji im. Alfreda Nobla w dziedzinie ekonomii (zm. 2017)
  - Jan Batory, polski reżyser i scenarzysta filmowy (zm. 1981)
  - Włodzimierz Brus, polski ekonomista pochodzenia żydowskiego (zm. 2007)
  - Sam Cook, angielski krykiecista (zm. 1996)
  - Bożena Hager-Małecka, polska lekarka i polityk, poseł na Sejm PRL (zm. 2016)
- 25 sierpnia – Monty Hall, kanadyjski aktor i piosenkarz (zm. 2017)
- 28 sierpnia – Barbro Hiort af Ornäs, szwedzka aktorka (zm. 2015)
- 29 sierpnia – Iris Apfel, amerykańska biznesmenka (zm. 2024)
- 31 sierpnia:
  - Jerzy Michotek, aktor i piosenkarz (zm. 1995)
  - Danuta Mostwin, polska powieściopisarka, nowelistka i socjolog (zm. 2010)
- 1 września – Anna Sadurska, polska archeolog i historyk sztuki (zm. 2004)
- 2 września – Bogdan Celiński, polski żołnierz (zm. 2016)
- 3 września:
  - Iwo Cyprian Pogonowski, polonijny publicysta, inżynier budowlany i przemysłowy, autor atlasów i słowników (zm. 2016)
  - Michał Troszyński, polski lekarz (zm. 2017)
  - Thurston Dart, brytyjski klawesynista (zm. 1971)
- 4 września – Ariel Ramírez, pianista i kompozytor argentyński (zm. 2010)
- 6 września – Dawid Petel, izraelski polityk (zm. 2019)
- 7 września – Linus Nirmal Gomes, indyjski duchowny katolicki (zm. 2021)
- 8 września – Marta Ingarden, polska architektka (zm. 2009)
- 9 września – Wacław Szybalski, polski naukowiec, biotechnolog i genetyk (zm. 2020)
- 11 września – Francis Anthony Quinn, amerykański duchowny katolicki (zm. 2019)
- 12 września – Stanisław Lem, polski pisarz i filozof (zm. 2006)
- 13 września:
  - Bela Biszku, węgierski polityk (zm. 2016)
  - Odore Gendron, amerykański duchowny katolicki (zm. 2020)
- 14 września – Paulo Evaristo Arns, brazylijski duchowny katolicki, kardynał (zm. 2016)
- 15 września – Richard Gordon, brytyjski lekarz chirurg i anestezjolog, a także pisarz (zm. 2017)
- 16 września:
  - Slavo Cagašík, czeski taternik, narciarz i pilot (zm. 1948)
  - Jerzy Danielewicz, polski historyk, wykładowca akademicki (zm. 1997)
  - Stanisława Zawadecka-Nussbaum, polska polityk, poseł na Sejm PRL (zm. 2012)
- 19 września:
  - André Chandernagor, francuski polityk
  - Rudolf Dzipanow, polski generał brygady, doktor nauk humanistycznych, publicysta (zm. 2013)
  - Paulo Freire, brazylijski pedagog (zm. 1997)
  - Emanuel Halicz, polsko-duński historyk, pułkownik pochodzenia żydowskiego (zm. 2015)
  - Eric Lenneberg, amerykański językoznawca pochodzenia żydowskiego (zm. 1975)
  - Zdzisław Lesiński, polski gimnastyk, trener (zm. 2000)
  - Jerzy Lisikiewicz, polski ekonomista (zm. 2011)
- 22 września:
  - Harald Ericson, szwedzki biegacz narciarski (zm. 2015)
  - Hiroshi Miyazawa, japoński polityk (zm. 2012)
  - Kazimierz Ostrowicz, polski aktor (zm. 2002)
  - Ian Raby, brytyjski kierowca wyścigowy (zm. 1967)
  - Ed Souza, amerykański piłkarz pochodzenia portugalskiego (zm. 1979)
- 24 września – Anna Fehér, węgierska gimnastyczka (zm. 1999)
- 26 września:
  - Cyprian Ekwensi, nigeryjski prozaik (zm. 2007)
  - Marianna Sankiewicz-Budzyńska, polska elektronik, nauczyciel akademicki (zm. 2018)
- 27 września:
  - Heinrich Boere, holenderski nazista (zm. 2013)
  - Miklós Jancsó, węgierski reżyser (zm. 2014)
  - John Patterson, amerykański polityk (zm. 2021)
- 30 września:
  - Deborah Kerr, szkocka aktorka (zm. 2007)
  - Stanisław Nagy, polski duchowny katolicki, kardynał, sercanin (zm. 2013)
- 1 października – James Whitmore, amerykański aktor (zm. 2009)
- 2 października:
  - Wanda Laskowska, polska reżyserka teatralna i telewizyjna (zm. 2016)
  - Robert Runcie, anglikański arcybiskup Canterbury (zm. 2000)
- 4 października – Francisco Morales Bermúdez, peruwiański polityk, wojskowy – generał (zm. 2022)
- 5 października – Nikołaj Dupak, rosyjski aktor (zm. 2023)
- 8 października – Charles Zentai, nazistowski zbrodniarz wojenny (zm. 2017)
- 9 października – Tadeusz Różewicz, polski poeta wojenny i powojenny (zm. 2014)
- 12 października – Girolamo Prigione, włoski duchowny katolicki (zm. 2016)
- 13 października:
  - Yves Montand, francuski aktor i piosenkarz (zm. 1991)
  - Anna Nikandrowa, radziecka starszy porucznik (zm. 1944)
- 15 października:
  - Al Pease, kanadyjski kierowca wyścigowy (zm. 2014)
  - Fernando Roldán, kolumbijski piłkarz (zm. 2019)
- 16 października – Andrzej Munk, polski reżyser (zm. 1961)
- 18 października:
  - Jesse Helms, amerykański polityk, senator ze stanu Karolina Północna (zm. 2008)
  - Czesław Taładaj, podpułkownik ludowego wojska polskiego (zm. 1982)
- 19 października:
  - Bogusław Klimczuk, polski kompozytor, pianista, dyrygent (zm. 1974)
  - Gunnar Nordahl, szwedzki piłkarz (zm. 1995)
- 21 października:
  - Malcolm Arnold, angielski kompozytor (zm. 2006)
  - Billy Hassett, amerykański koszykarz, trener (zm. 1992)
  - Meszulam Dowid Sołowiejczyk, ultraortodoksyjny rabin izraelski (zm. 2021)
- 22 października:
  - Georges Brassens, francuski bard (zm. 1981)
  - Cuthbert Sebastian, gubernator generalny karaibskiego państwa Saint Kitts i Nevis w latach 1996–2013 (zm. 2017)
  - Anna Staniszewska, polska malarka (zm. 2017)
- 24 października – Georgina von Wilczek, księżna Liechtensteinu (zm. 1989)
- 25 października:
  - Joanna Muszkowska-Penson, polska lekarka (zm. 2023)
  - Michał I Rumuński, ostatni król Rumunii (zm. 2017)
- 28 października:
  - Peggy Kirk Bell, amerykańska golfistka (zm. 2016)
  - Helena Przywarska-Boniecka, polska chemiczka, profesor (zm. 2009)
- 1 listopada – Ilse Aichinger, austriacka poetka i pisarka (zm. 2016)
- 2 listopada:
  - Søren Kam, duński oficer SS, kolaborant (zm. 2015)
  - Wanda Półtawska, polska psychiatra, doktor nauk medycznych, wykładowca akademicki, harcerka, działaczka antyaborcyjna (zm. 2023)
  - William Donald Schaefer, amerykański polityk (zm. 2011)
- 3 listopada – Charles Bronson, amerykański aktor, z pochodzenia Tatar Lipkowski (zm. 2003)
- 5 listopada – Fauzijja bint Fu’ad (arab. فوزية بنت الملك فؤاد, pers. فوزیه فؤاد), pierwsza żona ostatniego szacha na perskim tronie Mohammada Rezy Pahlawiego (zm. 2013)
- 6 listopada – James Jones, amerykański pisarz (zm. 1977)
- 8 listopada:
  - Krystyna Ciechomska, polska aktorka (zm. 2012)
  - Barbara Drapińska, polska aktorka (zm. 2000)
  - Walter Mirisch, amerykański producent filmowy (zm. 2023)
  - Gene Saks, amerykański reżyser (zm. 2015)
- 10 listopada – Władysław Kandefer, polski rzeźbiarz (zm. 2016)
- 11 listopada:
  - Anna Borkiewicz-Celińska, polska historyk, żołnierz AK (zm. 2019)
  - Ron Greenwood, angielski piłkarz i trener piłkarski (zm. 2006)
  - Anna Perlińska, polska archiwistka (zm. 2005)
- 17 listopada:
  - Albert Bertelsen, duński malarz i grafik (zm. 2019)
  - Mieczysław Tomaszewski, polski muzykolog (zm. 2019)
- 20 listopada – Dan Frazer, amerykański aktor (zm. 2011)
- 21 listopada:
  - Arje Eli’aw (ur. jako Lew Lifszyc), izraelski działacz społeczny i polityk (zm. 2010)
  - Andrzej Kiszka, polski żołnierz Batalionów Chłopskich, Armii Krajowej, Narodowej Organizacji Wojskowej (zm. 2017)
- 23 listopada – Fred Buscaglione, włoski muzyk, piosenkarz i aktor (zginął w wypadku samochodowym w 1960)
- 26 listopada – Andrzej Nadolski, polski historyk, archeolog, łódzki profesor archeologii, historyk wojskowości, wybitny bronioznawca (zm. 1993)
- 27 listopada – Alexander Dubček, czechosłowacki lider polityczny (zm. 1992)
- 29 listopada – Jackie Stallone, amerykańska astrolog i tancerka, matka Sylvestra Stallone (zm. 2020)
- 2 grudnia – Carlo Furno, włoski duchowny katolicki, kardynał (zm. 2015)
- 4 grudnia – Deanna Durbin, kanadyjska aktorka (zm. 2013)
- 5 grudnia – Marian Łącz, polski aktor (zm. 1984)
- 6 grudnia – Marceli Callo, francuski męczennik, błogosławiony katolicki (zm. 1945)
- 8 grudnia – Horace Barlow, brytyjski neurofizjolog i psychofizyk wzroku (zm. 2020)
- 9 grudnia – Bertha Crowther, brytyjska lekkoatletka, wieloboistka i skoczkini wzwyż (zm. 2007)
- 10 grudnia:
  - Christine Brückner, niemiecka pisarka (zm. 1996)
  - Karel Hodík, czeski duchowny katolicki, dziennikarz, publicysta (zm. 2009)
  - Tadeusz Maślonkowski, polski harcmistrz, żołnierz AK, uczestnik powstania warszawskiego (zm. 1944)
  - Giuseppe Prisco, włoski działacz piłkarski (zm. 2001)
  - Gian Luigi Rondi, włoski scenarzysta i krytyk filmowy (zm. 2016)
  - Mieczysław Rybak, polski inżynier, profesor nauk technicznych (zm. 2003)
- 11 grudnia – Liz Smith, brytyjska aktorka (zm. 2016)
- 12 grudnia – Aleksander Główka, polski nauczyciel (zm. 2018)
- 17 grudnia – Anne Golon, francuska pisarka (zm. 2017)
- 20 grudnia:
  - Paul Hisao Yasuda, japoński duchowny katolicki (zm. 2016)
  - Dominik Morawski, polski publicysta, aktor, dziennikarz, działacz społeczny (zm. 2016)
- 21 grudnia – Ryszard Demel, polski malarz, witrażysta, pedagog, działacz polonijny (zm. 2023)
- 22 grudnia – Reinhold Stecher, austriacki duchowny katolicki, biskup (zm. 2013)
- 23 grudnia – Helena Rakoczy, polska gimnastyczka (zm. 2014)
- 25 grudnia – Wojciech Tuszko, polski artysta fotograf (zm. 2021)
- 27 grudnia:
  - Muhammad Musa, egipski zapaśnik
  - Jan Śliwiński, polski generał dywizji (zm. 2009)
- 28 grudnia – Philippe de Gaulle, francuski polityk i wojskowy (zm. 2024)

data dzienna nieznana: 
- Rywke Pasamonik, uczestniczka walk w powstaniu w getcie warszawskim (zm. 1943)
- Vladimír Šimo, słowacki taternik, przewodnik tatrzański, ratownik górski, narciarz wysokogórski i chatar (zm. 1993)

## Zmarli
- 1 stycznia – Theobald von Bethmann Hollweg, niemiecki polityk, kanclerz Cesarstwa Niemieckiego i premier Prus (ur. 1856)
- 2 stycznia – Franz von Defregger, austriacki malarz (ur. 1835)
- 15 stycznia – Franciszek Blechert, generał major (ur. 1862)
- 18 stycznia – Filippo Camassei, łaciński patriarcha Jerozolimy, kardynał (ur. 1848)
- 23 stycznia:
  - Heinrich Wilhelm Waldeyer, niemiecki anatom, fizjolog i patolog (ur. 1836)
  - Władysław Żeleński, polski kompozytor, pianista, organista, pedagog (ur. 1837)
- 2 lutego – Andrea Ferrari, arcybiskup Mediolanu, błogosławiony (ur. 1850)
- 4 lutego – Carl Hauptmann, niemiecki pisarz (ur. 1858)
- 8 lutego – Piotr Kropotkin (ros. Пётр Алексеевич Кропоткин), klasyk anarchokomunizmu, rosyjski geograf (ur. 1842)
- 27 lutego – Carl Menger, austriacki ekonomista (ur. 1840)
- 1 marca – Mikołaj I Petrowić-Niegosz, król Czarnogóry (ur. 1841)
- 2 marca – Henryk Pachulski, polski kompozytor i pianista (ur. 1859)
- 6 marca – Franciszek Stateczny, teolog katolicki, zwolennik socjalizmu (zm. 1864)
- 15 marca – Mehmet Talaat, polityk turecki oraz wielki wezyr (ur. 1874)
- 22 marca – Ernest William Hornung, angielski prozaik i poeta (ur. 1866)
- 25 kwietnia – Emmeline B. Wells, amerykańska dziennikarka, edytorka, pisarka i poetka (ur. 1828)
- 29 kwietnia – Annie Edson Taylor, amerykańska nauczycielka, kaskaderka (ur. 1838)
- 3 maja – Michał Gierlotka, polski górnik, działacz narodowy (ur. 1886)[1]
- 5 maja – Alfred Hermann Fried, austriacki dziennikarz i pacyfista, laureat Nagrody Nobla (ur. 1864)
- 10 maja – Zofia Rogoszówna, polska pisarka dla dzieci, tłumaczka i poetka (ur. 1881 lub 1882)
- 12 maja – Emilia Pardo Bazán, hiszpańska pisarka (ur. 1851)
- 13 maja – Eugeniusz Kiernik, polski zoolog i paleontolog (ur. 1877)
- 17 maja – August Sokołowski, polski historyk (ur. 1846)
- 21 maja – Filip Limański, polski ślusarz, powstaniec śląski (ur. 1902)[2]
- 13 lipca
  - Emily Davies, angielska działaczka na rzecz emancypacji kobiet (ur. 1830)
  - Gabriel Lippmann, fizyk francuski, laureat Nagrody Nobla 1908 r. (ur. 1845)
- 2 sierpnia – Enrico Caruso, włoski śpiewak, „król tenorów” w pierwszym 20-leciu XX wieku (ur. 1873)
- 7 sierpnia – Aleksandr Błok, rosyjski poeta symbolista, dramaturg (ur. 1880)
- 8 sierpnia – Maria Małgorzata Caiani, włoska zakonnica, założycielka Najmniejszych Sióstr Serca Jezusowego, błogosławiona katolicka (ur. 1863)
- 16 sierpnia – Piotr I Karađorđević, król Serbii, pierwszy król Jugosławii (ur. 1844)
- 17 sierpnia – Maria Piłsudska, pierwsza żona Józefa Piłsudskiego od roku 1899, działaczka PPS (ur. 1865)
- 23 sierpnia – Feliksa Kozłowska, założycielka mariawityzmu (ur. 1862)
- 7 września – Eugenia Picco, włoska zakonnica, błogosławiona katolicka (ur. 1867)
- 9 września – Virginia Rappe, amerykańska aktorka (ur. 1891)
- 14 września – Jarogniew Drwęski, polski działacz narodowy, prezydent Poznania (ur. 1875)
- 15 września – Roman von Ungern-Sternberg, rosyjski generał, dowódca Białej Gwardii na Dalekim Wschodzie (ur. 1886)
- 22 września – Iwan Wazow (bułg. Иван Минчев Вазов), bułgarski pisarz i poeta (ur. 1850)
- 27 września – Engelbert Humperdinck, niemiecki kompozytor (ur. 1854)
- 16 października – Helena Dłuska, polska taterniczka (ur. 1892)
- 23 października – John Boyd Dunlop, brytyjski weterynarz, opatentował oponę pneumatyczną.(ur. 1840)
- 8 listopada – Pavol Országh Hviezdoslav, słowacki poeta, dramatopisarz i tłumacz (ur. 1849)
- 30 listopada – Karl Hermann Amandus Schwarz, matematyk niemiecki (ur. 1843)
- 10 grudnia – George Coppinger Ashlin, irlandzki architekt (ur. 1837)
- 11 grudnia – Franciszek Vetulani, polski inżynier meliorant, urzędnik (ur. 1856)
- 12 grudnia – Henrietta Leavitt, amerykańska astronom (ur. 1868)
- 13 grudnia – Maria Magdalena od Męki Pańskiej, włoska zakonnica, błogosławiona katolicka (ur. 1845)
- 16 grudnia – Camille Saint-Saëns, francuski kompozytor i wirtuoz fortepianu i organów, również dyrygent (ur. 1835)
- 17 grudnia – Gabriela Zapolska, polska dramatopisarka (ur. 1857)

## Nagrody Nobla
- z fizyki – Albert Einstein
- z chemii – Frederick Soddy
- z medycyny – nagrody nie przyznano
- z literatury – Anatole France
- nagroda pokojowa – Karl Hjalmar Branting, Christian Lous Lange

## Święta ruchome
- Tłusty czwartek: 3 lutego
- Ostatki: 8 lutego
- Popielec: 9 lutego
- Niedziela Palmowa: 20 marca
- Pamiątka śmierci Jezusa Chrystusa: 21 marca
- Wielki Czwartek: 24 marca
- Wielki Piątek: 25 marca
- Wielka Sobota: 26 marca
- Wielkanoc: 27 marca
- Poniedziałek Wielkanocny: 28 marca
- Wniebowstąpienie Pańskie: 5 maja
- Zesłanie Ducha Świętego: 15 maja
- Boże Ciało: 26 maja